# هربرت سيدغويك
هربرت آموس سيدجويك (8 أبريل 1883 – 28 ديسمبر 1957)، لاعب كريكيت إنجليزي من الدرجة الأولى. لعب ثلاث مباريات في عام 1906 لصالح نادي يوركشاير كاونتي للكريكيت.

## حياته
ولد هربرت في ريتشموند، يوركشاير، إنجلترا ، وكان لاعب بولينج سريع باليد اليمنى، حيث فاز بخمس ويكيتات مقابل ثمانية أشواط ضد ورشيسترشاير. وفي المجموع، أخذ 16 ويكيت بمعدل 20.43، بمعدل إصابة بلغ ويكيت واحد كل 26 كرة. وفي مباراة روزيز سجل 34 نقطة ضد لانكشاير بمعدل 17.66، وكانت من أفضل مباراياته. حصل على صيدتين في الميدان. شملت مشاركاته الأخرى مباريات فريق جزر الهند الغربية المتجول.
لعب هربرت أيضًا لصالح فريق يوركشاير الثاني عشر (1907-7)، وستافوردشاير (1911-1928)، وRW Frank 's XI (1906) و Minor Counties North (1923).

## وفاته
توفي في ديسمبر 1957 في ستوك أون ترينت ، ستافوردشاير، إنجلترا.

## روابط خارجية
- الملف الشخصي لـ Cricinfo
- إحصائيات أرشيف الكريكيت